# Kelet Felől (folyóirat)
A Kelet Felől magyar irodalmi, művészeti és társadalomtudományi folyóirat.

## A lap története
1993-ban jelent meg először. A lap nevét Váci Mihály azonos című verse adta. Alapítói között szerepelt Madár János, Barcs János, Bertha Zoltán, Cseh Károly, Cselényi István Gábor, Hatvani Dániel, Tóth-Máté Miklós és még sokan mások. A folyóirat alapító főszerkesztője Madár János volt.
2004 decemberéig havonta jelent meg. Kiadását - új szerkesztőbizottsággal, melyet Fazekas István vezetett - 2011-ben Százhalombatta Város Önkormányzata vállalta fel, ebben a formában azonban csak egy számot ért meg a folyóirat. 2012-ben, régi és új szerkesztőbizottsági tagokkal, ismét újraindult,

## A lap fenntartója és felelős kiadója
A lap fenntartója: Madár János
A lap felelős kiadója: Madár János

## Jelenlegi szerkesztősége
Főszerkesztő: Madár János
Felelős szerkesztők: Hanácsek Erzsébet
Szerkesztők: Bertha Zoltán, Cseh Károly, Tóth-Máté Miklós és Véghelyi Balázs